# Acronicta consanguis
Acronicta consanguis är en fjärilsart som beskrevs av Butler 1879. Acronicta consanguis ingår i släktet Acronicta och familjen nattflyn. Inga underarter finns listade i Catalogue of Life.